# Главы Биробиджана
Мэры Биробиджана — главы города Биробиджан.

## Наименование должности
Ранее должность называлась председатель Биробиджанского поселкового Совета рабочих, крестьянских и красноармейских депутатов (1932—1936 годы), Биробиджанского городского Совета депутатов трудящихся (1937—1939 годы), исполнительного комитета Биробиджанского городского Совета депутатов трудящихся (1940—1977 годы), исполнительного комитета Биробиджанского городского Совета народных депутатов (1977—1992 годы).

## Список
1. Борис Алексеевич Фурер ноябрь 1937 года — ноябрь 1937 года
2. Исаак Гершкович Шульман ноябрь 1937 — январь 1938
3. Михаил Давидович Школьник январь-июнь 1938
4. Гирш Фридманович Кауфман июнь-октябрь 1938
5. Израиль Абрамович Гольдмахер октябрь — декабрь 1939 года
6. Гирш Урович Май октябрь — декабрь 1939 года
7. Зиновий Михайлович Крайц декабрь 1939 года — февраль 1942 года
8. Данил Хаимович Сарашевский с февраля 1942-го до августа 1943 года
9. Ярмицкий Абрам (Аврам) Израилович (Израилевич) с августа 1943-го до сентября 1947 года
10. Михаил Зельманович Спиваковский сентябрь 1947 до июль 1949 года
11. Александр Трофимович Бараусов с июля 1949 до ноября 1950 года
12. Андрей Алексеевич Михеев с ноября 1950-го до декабря 1956 года
13. Александр Иванович Шестериков с декабря 1956-го до ноября 1959 года
14. Иосиф Львович Бокор ноябрь 1960 года — январь 1973 года
15. Мирон Иванович Гончарук январь 1973 года — март 1982 года
16. Василий Васильевич Махинин январь 1973 — март 1982 года
17. Алексей Алексеевич Унтевский марта 1982 до мая 1990 года

### Россия
1. Виктор Владимирович Болотнов май 1990 года — февраль 1992 года
2. Александр Аронович Винников июль 1999 — январь 2010 года
3. Андрей Геннадьевич Пархоменко 16 июня 2010 до 19 февраля 2015 года
4. Евгений Владимирович Коростелёв ? — 2019
5. Александр Сергеевич Головатый с 10 апреля 2019 до 30 декабря 2021
6. Максим Анатольевич Семёнов с 1 марта 2022